# Ustawa o leczeniu niepłodności
Ustawa z dnia 25 czerwca 2015 roku o leczeniu niepłodności, pot. ustawa o in vitro – polska ustawa określająca m.in. zasady ochrony zarodka i komórek rozrodczych (gamet) zastosowanych w leczeniu niepłodności, sposoby leczenia niepłodności oraz zasady działania ośrodków medycznie wspomaganej prokreacji oraz banków komórek rozrodczych i zarodków.
13 marca 2015 projekt ustawy przygotowany przez rząd Ewy Kopacz wpłynął do Sejmu, gdzie głosowany był 25 czerwca (261 za, 176 przeciw, 6 wstrzymało się). Senat nie wniósł żadnych poprawek. Prezydent RP Bronisław Komorowski podpisał ustawę 22 lipca 2015, kierując jednocześnie do Trybunału Konstytucyjnego jeden z punktów ustawy w celu zbadania jego zgodności z Konstytucją RP. Ustawa weszła w życie 1 listopada 2015. Tuż przed wejściem ustawy w życie Polska była jedynym krajem w UE, które nie posiadało regulacji prawnych dotyczących procedur związanych z medycznie wspomaganą prokreacją, choć takich procedur dokonywano w ok. 40 ośrodkach w kraju.

## Zakres regulacji
Ustawa jest podzielona na rozdziały:
- Rozdział 1. Przepisy ogólne (art. 1-11)
- Rozdział 2. Centra leczenia niepłodności (art. 12-16)
- Rozdział 3. Postępowanie z komórkami rozrodczymi i zarodkami w procedurze medycznie wspomaganej prokreacji (art. 17-28)
- Rozdział 4. Pobieranie komórek rozrodczych oraz dawstwo zarodka w procedurze medycznie wspomaganej prokreacji (art. 29-36)
- Rozdział 5. Rejestr dawców komórek rozrodczych i zarodków (art. 37-38)
- Rozdział 6. Znakowanie, monitorowanie, przechowywanie, transport oraz kryteria bezpieczeństwa i jakości komórek rozrodczych i zarodków (art. 39-43)
- Rozdział 7. Ośrodki medycznie wspomaganej prokreacji i banki komórek rozrodczych i zarodków (art. 44-56)
- Rozdział 8. Wywóz i przywóz komórek rozrodczych i zarodków (art. 57-59)
- Rozdział 9. Szkolenia (art. 60-65)
- Rozdział 10. Zadania ministra właściwego do spraw zdrowia, w tym w zakresie kontroli i nadzoru (art. 66-71)
- Rozdział 11. Rada do spraw Leczenia Niepłodności (art. 72-75)
- Rozdział 12. Przepisy karne i administracyjne kary pieniężne (art. 76-90)
- Rozdział 13. Zmiany w przepisach obowiązujących, przepisy przejściowe i końcowe (art. 91-100)